# Waldstadion Quelle
Das Waldstadion Quelle ist ein Fußball- und Leichtathletikstadion in Bielefeld.

## Lage und Ausstattung
Das Waldstadion befindet sich im Bielefelder Stadtteil Quelle an der Marienfelder Straße. Im Nordwesten grenzt das Stadion an die GesamtSchule Quelle. Südöstlich des Stadions verläuft die Lutter, ein Nebenfluss der Ems. Das Fassungsvermögen liegt heute bei rund 2000 Plätzen. Sitzplätze sind nicht vorhanden. Die Spielfläche besteht aus Naturrasen. Entlang der Schulseite verläuft eine Laufbahn für Leichtathletik. Hinter dem westlichen Tor befinden sich eine Sprunggrube für den Weitsprung sowie zwei Beachvolleyballfelder. Eine Flutlichtanlage existiert nicht.

## Geschichte
Das Stadion wurde im Jahre 1983 eröffnet. Hauptnutzer des Waldstadions sind die Fußballabteilung des TuS Quelle sowie über viele Jahre die männliche B-Jugend von Arminia Bielefeld. Nachdem die Frauenmannschaft von Arminia Bielefeld im Frühjahr 2016 vor dem Aufstieg in die 2. Bundesliga stand, wurden das Stadion Rußheide und das Böllhoff-Stadion in Brackwede als mögliche Spielorte gehandelt, da der Sportplatz Stadtheide an der Schillerstraße nicht für die 2. Bundesliga geeignet ist. Schließlich wurde das Waldstadion Quelle als neue Spielstätte gewählt. Das erste Zweitligaheimspiel fand am 4. September 2016 statt, wo sich die Bielefelderinnen von der zweiten Mannschaft des 1. FFC Turbine Potsdam mit 4:4 trennten. Nach dem Abstieg aus der 2. Bundesliga im Jahre 2018 kehrte Arminias Frauenmannschaft auf den Sportplatz Stadtheide zurück.